# Dzień Kowieński
Dzień Kowieński (lit. Kauno diena) – oficjalny organ mniejszości polskiej na Litwie ukazujący się regularnie w latach 1919–40 w ówczesnej stolicy Litwy. 

## Początki polskiego dziennika
Pierwszy numer ukazał się 9 lutego 1919 roku za zgodą Niemców okupujących Litwę. Początkowo nosiła nazwę "Głos Kowieński". Gazeta ukazywała się trzy razy w tygodniu pod redakcją Czesława Stefanowicza, Kazimierza Błażewicza, Bohdana Paszkiewicza i Wiktora Piotrowicza w nakładzie około tysiąca egzemplarzy. Mimo zamieszczenia w czwartym numerze z 16 lutego 1919 roku poparcia dla odrodzonego państwa litewskiego gazeta została przyjęta nieprzychylnie przez prasę litewską taką jak dzienniki "Rytas" i "Laisve", co doprowadziło do rewizji policji w lokalu polskiego pisma, konfiskat, a następnie zamknięcia polskiego pisma w marcu 1919 roku. 
Miesiąc później Polacy rozpoczęli wydawanie „Ziemi Kowieńskiej”, tym razem jako dziennika finansowanego m.in. przez władze polskie w Warszawie, co stało się przyczyną aresztowania redakcji i dziennikarzy. Ostatni numer pisma ukazał się we wrześniu 1919 roku – kilka okolicznościowych numerów wydano również w okresie wyborów do Sejmu Ustawodawczego Litwy na wiosnę 1920 roku. Po wyborach do litewskiego parlamentu, gdy nie było potrzeby ograniczać akcji wyborczej, od maja do września 1920 roku ukazywał się w Kownie „Dziennik Kowieński”, jednak zamknięto go w wyniku napiętych stosunków podczas walk polsko-litewskich na Suwalszczyźnie. Ta sama polska redakcja w październiku 1920 roku uruchomiła czasopismo "Gazeta Kowieńska", którą Litwini zamknęli po 3 tygodniach. W związku z tym 13 listopada 1920 roku Polacy zaczęli wydawać czasopismo „Goniec Kowieński”, wychodzący do początków sierpnia 1921 roku i również zlikwidowanego przez litewskie władze.

## Dzień Kowieński
Najdłużej polski dziennik istniał pod nazwą „Dnia Kowieńskiego” (lit. Kauno diena). Jego pierwszy numer wydrukowano 10 sierpnia 1921 roku. Pismo było redagowane przez Czesława Stefanowicza i Bohdana Paszkiewicza. Wśród publicystów znalazł się ziemianin Władysław Wielhorski, który zamieszczał w gazecie swoje felietony do czasu wydalenia go przez Litwinów do II Rzeczpospolitej w 1923 roku. 
W latach 1922–1924 redaktorem i wydawcą „Dnia Kowieńskiego” był Stanisław Salmonowicz. W marcu 1922 roku uruchomiono wydawanie ilustrowanego tygodnika "Strzecha Rodzinna" (od 1923 roku jako "Chata Rodzinna") osiągającego nakład 8 tys. egzemplarzy. Od 25 marca 1924 roku wydawcą dziennika była Spółka Wydawnicza „Omega”, a redaktorem do 24 marca 1930 roku (nr. 68) pozostawał Stanisław Salmonowicz. Od 2 września 1927 roku wydawcą został Bolesław Butkiewicz. Od 26 marca 1930 roku (nr 70) do 31 sierpnia 1934 roku wydawcą i redaktorem gazety był Bolesław Butkiewicz. Po śmierci Bolesława Butkiewicza (zm. 31 sierpnia 1934 roku) wydawcą i redaktorem został Józef Majewski.
Właścicielem i wydawcą gazety była spółka „Omega”, pismo drukowano początkowo w żydowskich drukarniach Kowna, później założono własną – „Primę” przy ulicy Orzeszkowej 12 (Ožežkienės 12). 
Litwini od początku bardzo niechętnie przyjęli ukazywanie się „Dnia Kowieńskiego”. Z pismem walczono nie tylko za pomocą propagandy i ograniczania kolportażu, ale również poprzez cenzurę prewencyjną i konfiskatę numerów. Redaktorzy i dziennikarze byli wielokrotnie wzywani na przesłuchania oraz aresztowani pod zarzutem prowadzenia wrogiej propagandy wobec państwa. 
9 października 1925 roku władze litewskie posunęły się do sfałszowania treści pisma na kanwie piątej rocznicy zajęcia Wilna przez wojska Żeligowskiego, wzywając czytelników do wywieszania w tym dniu żałobnych kirów. 
W styczniu 1935 roku gazecie zakazano używania nazwy „Kowieński”, sugerując, że jest to nomenklatura okupacyjna. Redakcja nie chcąc się godzić na zastosowanie przymiotnika „Kaunaski”, zmieniła nazwę na „Dzień wtorkowy”, w środę nazywając wydanie „Dzień środowy”. W lutym 1935 roku ukazało się kilka numerów zatytułowanych „Dzień Powszedni”. Ostatecznie nazwę „Dzień Kowieński” zastąpiono nazwą „Dzień Polski” – szata graficzna pisma, dyrekcja i współpracownicy pozostały jednak te same. 
Na początku 1936 roku redaktorem pisma w wyniku tzw. buntu młodych – domagających się zacieśniania kontaktów polskiej mniejszości z rządem warszawskim – został Edmund Jakubowski (w paryskiej Kulturze podpisujący się jako Żagiell). W grudniu 1937 roku redaktorem naczelnym został Kazimierz Szwoynicki. W 1939 roku na stanowisko redaktora naczelnego powrócił Bohdan Paszkiewicz. 
Pismo "Chata Rodzinna" litewskie ministerstwo zlikwidowało w marcu 1940 roku. Po wkroczeniu na Litwę Armii Czerwonej w dniu 15 czerwca 1940 roku ostatni numer „Dnia Polskiego” ukazał się 26 lipca 1940 roku, później gazetę jako nieodpowiadającą rzeczywistości radzieckiej, zamieniona na sowiecką "Gazetę Ludową”, ukazującą się jednak w Wilnie. 